# Alula

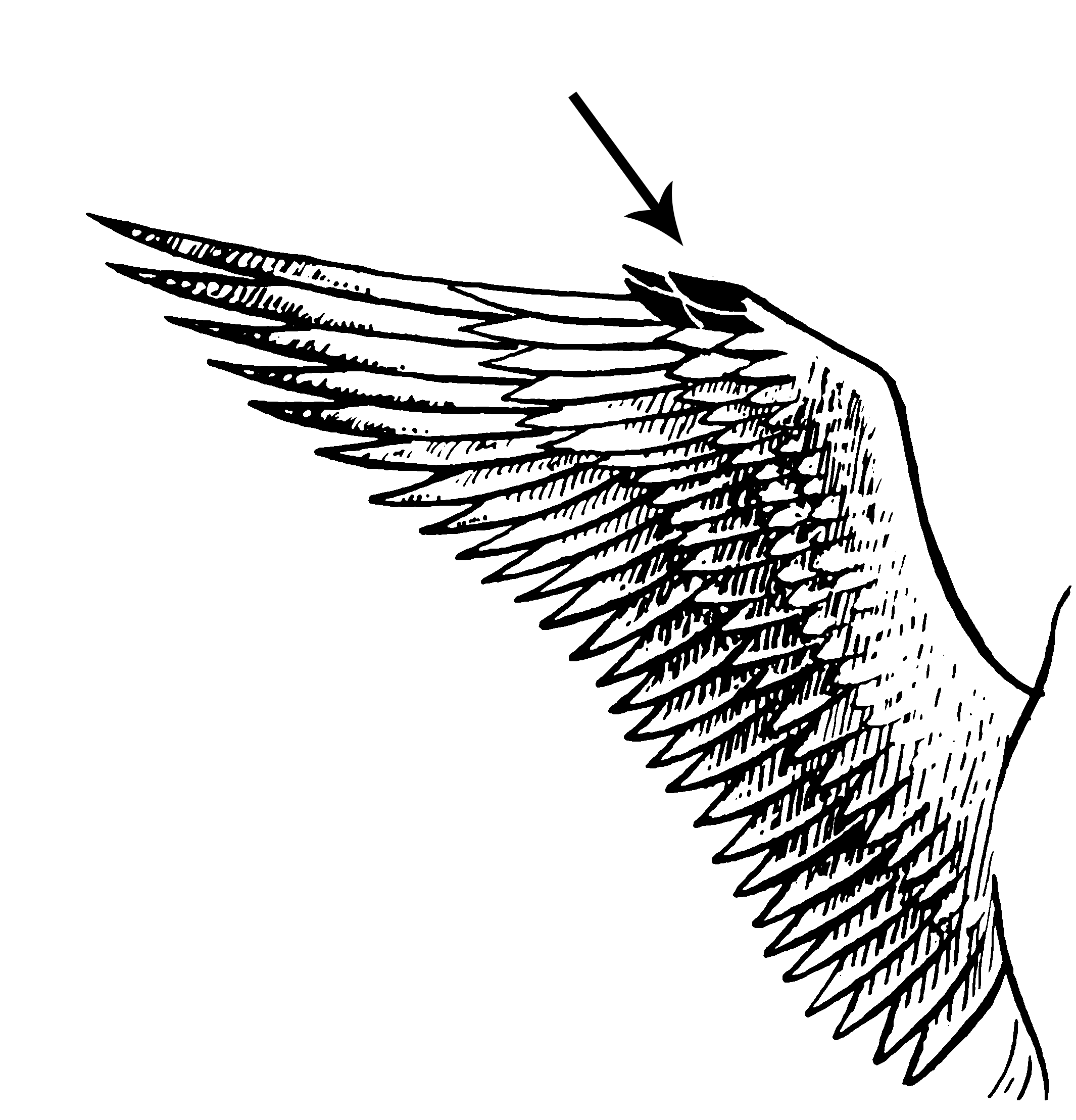
Lage der Alula

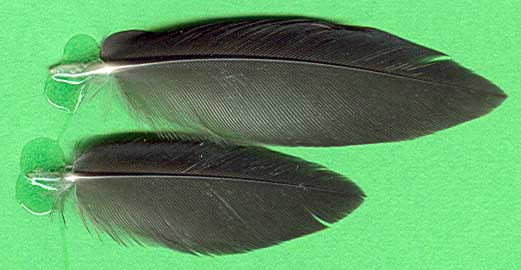
Alula-Federn eines Amselmännchens

Als Alula (Daumenfittich, Eckfittich, auch Afterschwinge) bezeichnet man die Federn am Daumen des Vogelflügels. In der Regel sind es drei oder vier breite, feste und zugespitzte Federn mit kurzen kräftigen Spulen. Die Alula ist bei jenen Vogelarten groß ausgebildet, die häufig bremsend fliegen, z. B. bei Waldbewohnern.
Der Daumenfittich hat die Aufgabe, die Luftströmung über dem Flügel auch bei steilem Anstellwinkel nicht abreißen zu lassen, so dass der dynamische Auftrieb des Flügels erhalten bleibt. Die Alula erfüllt damit die gleiche Aufgabe wie der Vorflügel bei Flugzeugen.
In der Falknersprache werden die Alula auch als Mesken bezeichnet.

## Entomologie
Beim Insektenflügel bezeichnet Alula einen membranösen Lappen am Hinterende der Flügelbasis, im sogenannten Jugalfeld. Synonyme für die Alula sind Calyptra oder Flügelschüppchen.